# La Roche-en-Brenil
La Roche-en-Brenil is een gemeente in het Franse departement Côte-d'Or (regio Bourgogne-Franche-Comté) en telt 916 inwoners (2005). De plaats maakt deel uit van het arrondissement Montbard.

## Geografie
De oppervlakte van La Roche-en-Brenil bedraagt 49,4 km², de bevolkingsdichtheid is 18,5 inwoners per km².
De onderstaande kaart toont de ligging van La Roche-en-Brenil met de belangrijkste infrastructuur en aangrenzende gemeenten.

## Demografie
Onderstaande figuur toont het verloop van het inwonertal (bron: INSEE-tellingen).